# Đường cao tốc Bắc Giang – Lạng Sơn
Đường cao tốc Bắc Giang – Lạng Sơn (ký hiệu toàn tuyến là CT.01) là đoạn đường cao tốc đầu tiên thuộc hệ thống đường cao tốc Bắc – Nam phía Đông đi qua địa phận hai tỉnh Lạng Sơn và Bắc Ninh.

## Quy hoạch
Theo quy hoạch từ năm 2015 đến 2021, đường cao tốc này cùng tuyến Hà Nội – Bắc Giang từng là một phần của Đường cao tốc Hà Nội – Lạng Sơn với ký hiệu cũ là CT.03 trước khi cả tuyến cao tốc cũ này được sáp nhập thành 1 phần của tuyến đường cao tốc Bắc – Nam phía Đông.
Tuyến đường này có tổng chiều dài là 107 km, bao gồm hai đoạn tuyến là đoạn Hữu Nghị – Chi Lăng và đoạn Chi Lăng – Bắc Giang.

## Thiết kế
Đoạn Chi Lăng – Bắc Giang có chiều dài 64 km, trong đó đoạn qua Bắc Ninh dài 22 km và đoạn qua Lạng Sơn dài 42 km, có điểm đầu tại Km 45 + 100 (giao cắt với Quốc lộ 1 tại xã Nhân Lý, tỉnh Lạng Sơn) và điểm cuối tại Km 108 + 500, nối với Quốc lộ 1 đoạn Hà Nội – Bắc Giang. Quy mô giai đoạn 1 mặt đường rộng 25 m, gồm 4 làn xe, 2 làn dừng khẩn cấp với vận tốc thiết kế 100 km/h. Giai đoạn hoàn chỉnh sẽ nâng lên 6 làn xe và 2 làn dừng khẩn cấp, bề rộng nền đường 32,25m; vận tốc tối đa 100 km/h.
Đoạn Hữu Nghị – Chi Lăng có chiều dài 43 km. Giai đoạn 1, đường được đầu tư phân kỳ 4 làn xe không có làn dừng khẩn cấp, bố trí một số điểm dừng khẩn cấp cách quãng 4 – 5 km/1 điểm, mặt đường rộng 17m, vận tốc tối đa 80 – 90 km/h, các đoạn đào sâu, đắp cao, gia cố mái taluy dương, xử lý nền đường đất yếu..., bề rộng nền đường thực hiện với quy mô hoàn chỉnh 6 làn xe. Giai đoạn 2 sẽ nâng lên 6 làn xe và 2 làn dừng khẩn cấp liên tục, bề rộng nền đường 32,25m; vận tốc tối đa 100 km/h.

## Xây dựng
Dự án Đường cao tốc Bắc Giang – Lạng Sơn bao gồm 2 hợp phần: Hợp phần Quốc lộ 1 (tăng cường mặt đường mặt đường Quốc lộ 1 đoạn Km 1 + 800 – Km 106 + 500) với tổng chiều dài khoảng 110 km; hợp phần cao tốc (tuyến cao tốc Bắc Giang – Lạng Sơn đoạn Km 45 + 100 – Km 108 + 500) với tổng chiều dài khoảng 64 km, tổng mức đầu tư là 12.189 tỷ đồng theo hình thức PPP (hợp đồng BOT) do Tập đoàn Đèo Cả làm chủ đầu tư (ban đầu do Ban Quản lý Dự án số 7 của Bộ GTVT là chủ đầu tư).
Đoạn Chi Lăng – Bắc Giang đã được khởi công xây dựng vào năm 2015, thông xe kỹ thuật vào ngày 29 tháng 9 năm 2019 và chính thức đưa vào vận hành, khai thác vào ngày 15 tháng 1 năm 2020.
Đoạn Hữu Nghị – Chi Lăng đã được UBND tỉnh Lạng Sơn phê duyệt theo hình thức PPP (hợp đồng BOT) do liên danh Công ty Cổ phần Tập đoàn Đèo Cả – Công ty Cổ phần Xây dựng Đèo Cả – Công ty cổ phần Xây dựng công trình 568 – Công ty cổ phần Lizen; Dự án cũng đầu tư hai đoạn kết nối cửa khẩu Tân Thanh và cửa khẩu Cốc Nam dài 17 km. Giai đoạn đầu, hai đoạn kết nối có quy mô 2 làn xe, bề rộng nền đường 14,5 m. Giai đoạn hoàn chỉnh được nâng lên 4 làn xe, bề rộng nền đường 22 m. Tổng mức đầu tư của dự án 11.179 tỷ đồng, trong đó, nhà đầu tư huy động 6.179 tỷ đồng (chiếm 55%), vốn nhà nước khoảng 5.000 tỷ đồng (chiếm 45%), gồm vốn trung ương và địa phương. Dự án đã chính thức được khởi công vào ngày 21 tháng 4 năm 2024 và dự kiến sẽ hoàn thành vào năm 2026.

## Chi tiết tuyến đường

Bảng thông tin tốc độ cao tốc (Đoạn Chi Lăng – Bắc Giang, trên thực tế tuyến đường vẫn còn ký hiệu là CT.03)

### Làn xe
- Chi Lăng – Bắc Giang: 4 làn xe và 2 làn dừng khẩn cấp
- Cửa khẩu Hữu Nghị – Chi Lăng: 4 làn xe, có điểm dừng khẩn cấp

### Chiều dài
- Chi Lăng – Bắc Giang: 64,0 km
- Cửa khẩu Hữu Nghị – Chi Lăng: 43,0 km

### Tốc độ giới hạn
- Chi Lăng – Bắc Giang: Tối đa: 100 km/h, Tối thiểu: 60 km/h
- Cửa khẩu Hữu Nghị – Chi Lăng: Tối đa: 90 km/h, Tối thiểu: 60 km/h

## Lộ trình chi tiết
- IC - Nút giao, JCT - Điểm lên xuống, SA - Khu vực dịch vụ (Trạm dừng nghỉ), TN - Hầm đường bộ, TG - Trạm thu phí, BR - Cầu
- Đơn vị đo khoảng cách là km.

| Số                                                                                          | Tên                                                                                         | Khoảng cách từ đầu tuyến                                                                    | Kết nối                                                                                     | Ghi chú                                                                                     | Vị trí                                                                                      | Vị trí                                                                                      |
| Kết nối với Đường cao tốc Nam Ninh – Hữu Nghị Quan (Trung Quốc) thông qua Cửa khẩu Hữu Nghị | Kết nối với Đường cao tốc Nam Ninh – Hữu Nghị Quan (Trung Quốc) thông qua Cửa khẩu Hữu Nghị | Kết nối với Đường cao tốc Nam Ninh – Hữu Nghị Quan (Trung Quốc) thông qua Cửa khẩu Hữu Nghị | Kết nối với Đường cao tốc Nam Ninh – Hữu Nghị Quan (Trung Quốc) thông qua Cửa khẩu Hữu Nghị | Kết nối với Đường cao tốc Nam Ninh – Hữu Nghị Quan (Trung Quốc) thông qua Cửa khẩu Hữu Nghị | Kết nối với Đường cao tốc Nam Ninh – Hữu Nghị Quan (Trung Quốc) thông qua Cửa khẩu Hữu Nghị | Kết nối với Đường cao tốc Nam Ninh – Hữu Nghị Quan (Trung Quốc) thông qua Cửa khẩu Hữu Nghị |
| ------------------------------------------------------------------------------------------- | ------------------------------------------------------------------------------------------- | ------------------------------------------------------------------------------------------- | ------------------------------------------------------------------------------------------- | ------------------------------------------------------------------------------------------- | ------------------------------------------------------------------------------------------- | ------------------------------------------------------------------------------------------- |
| 1                                                                                           | IC Cửa khẩu Hữu Nghị                                                                        | 1.8                                                                                         | Quốc lộ 1                                                                                   | Đang thi công                                                                               | Lạng Sơn                                                                                    | Đồng Đăng                                                                                   |
| TG                                                                                          | Trạm thu phí                                                                                |                                                                                             |                                                                                             | Đang thi công                                                                               | Lạng Sơn                                                                                    | Đồng Đăng                                                                                   |
| 2                                                                                           | IC Cao Lộc                                                                                  | 5.3                                                                                         | Quốc lộ 1                                                                                   | Đang thi công                                                                               | Lạng Sơn                                                                                    | Đồng Đăng                                                                                   |
| 3                                                                                           | IC Lạng Sơn                                                                                 | 11.5                                                                                        | Quốc lộ 4B                                                                                  | Đang thi công                                                                               | Lạng Sơn                                                                                    | Kỳ Lừa                                                                                      |
| 4                                                                                           | IC.4                                                                                        | 17.8                                                                                        | Quốc lộ 1                                                                                   | Kết nối với Đường cao tốc Tiên Yên – Lạng Sơn – Cao Bằng Chưa thi công                      | Lạng Sơn                                                                                    | Đông Kinh                                                                                   |
| 5                                                                                           | IC.5                                                                                        | 32.8                                                                                        | Quốc lộ 1                                                                                   | Đang thi công                                                                               | Lạng Sơn                                                                                    | Ranh giới Đông Kinh – Chiến Thắng                                                           |
| 6                                                                                           | IC Mai Sao                                                                                  | 44.75                                                                                       | Quốc lộ 1                                                                                   |                                                                                             | Lạng Sơn                                                                                    | Nhân Lý                                                                                     |
| 7                                                                                           | IC Quốc lộ 279                                                                              | 56.6                                                                                        | Quốc lộ 279                                                                                 |                                                                                             | Lạng Sơn                                                                                    | Chi Lăng                                                                                    |
| BR                                                                                          | Cầu vượt đường sắt 1                                                                        | ↓                                                                                           |                                                                                             | Vượt Đường sắt Hà Nội – Đồng Đăng                                                           | Lạng Sơn                                                                                    | Tân Thành                                                                                   |
| 8                                                                                           | IC Hồ Sơn                                                                                   | 80.0                                                                                        | Đường tỉnh 242                                                                              |                                                                                             | Lạng Sơn                                                                                    | Hữu Lũng                                                                                    |
| BR                                                                                          | Cầu Sông Thương 1                                                                           | ↓                                                                                           |                                                                                             | Vượt sông Thương                                                                            | Lạng Sơn                                                                                    | Tuấn Sơn                                                                                    |
| BR                                                                                          | Cầu Sông Thương 2                                                                           | ↓                                                                                           |                                                                                             | Vượt sông Thương                                                                            | Ranh giới Lạng Sơn – Bắc Ninh                                                               | Ranh giới Lạng Sơn – Bắc Ninh                                                               |
| BR                                                                                          | Cầu vượt đường sắt 2                                                                        | ↓                                                                                           |                                                                                             | Vượt Đường sắt Hà Nội – Đồng Đăng                                                           | Bắc Ninh                                                                                    | Kép                                                                                         |
| BR                                                                                          | Cầu vượt đường sắt và Quốc lộ 37                                                            | ↓                                                                                           |                                                                                             | Vượt Quốc lộ 37 và Đường sắt Kép – Cái Lân                                                  | Bắc Ninh                                                                                    | Kép                                                                                         |
| 9                                                                                           | IC Quốc lộ 37                                                                               | 94.0                                                                                        | Quốc lộ 37                                                                                  |                                                                                             | Bắc Ninh                                                                                    | Kép                                                                                         |
| 10                                                                                          | IC Xương Lâm – Thị trấn Vôi                                                                 | 102.2                                                                                       | Đường Nhật Đức                                                                              |                                                                                             | Bắc Ninh                                                                                    | Lạng Giang                                                                                  |
| TG                                                                                          | Trạm thu phí                                                                                | 104.0                                                                                       |                                                                                             |                                                                                             | Bắc Ninh                                                                                    | Tân Dĩnh                                                                                    |
| 11                                                                                          | IC Dĩnh Trì                                                                                 | 107                                                                                         | Quốc lộ 31 Quốc lộ 1                                                                        |                                                                                             | Bắc Ninh                                                                                    | Bắc Giang                                                                                   |
| Kết nối trực tiếp với Đường cao tốc Hà Nội – Bắc Giang ( Quốc lộ 1)                         |                                                                                             |                                                                                             |                                                                                             |                                                                                             |                                                                                             |                                                                                             |
| 1.000 mi = 1.609 km; 1.000 km = 0.621 mi                                                    |                                                                                             |                                                                                             |                                                                                             |                                                                                             |                                                                                             |                                                                                             |